# Laurent Mbariko
Laurent Jean-Pierre Mbariko (Kwilu, región de Bandundu, 19 de enero de 1925 - 30 de diciembre de 1972) fue un político de la actual República Democrática del Congo. Desempeñó un importante papel en el proceso de independencia del país. 
Formado en las escuelas misioneras católicas de Kwilu como maestro, se traslada a la capital, Léopoldville, en los años 1940. Se afianza como uno de los líderes del movimiento de los scouts. 
Hay que incluir su nombre entre los dirigentes congoleños que presentaron ante las autoridades de Bélgica documentos sobre las aspiraciones del pueblo congoleño de independencia.
Fue elegido senador en 1959, tras las primeras elecciones legislativas, en las listas del PSA (Partido Solidario Africano) de Antoine Gizenga. Luego se uniría al PNP (Partido Nacional del Pueblo). Desempeñó durante algún tiempo la vicepresidencia del Senado.
Formó parte del gobierno de Joseph Iléo del 5 de septiembre de 1960 como viceministro (secretario de estado) para la Defensa. Cuando Cyrille Adoula forma un gobierno de Unión Nacional, el 2 de agosto de 1961, es nombrado secretario de estado para el desarrollo y la cooperación internacional. 
Era célebre por su fuerte personalidad, así como por su habilidad en política exterior. Representó al Congo en la conferencia parlamentaria euro-africana de Estrasburgo, en Francia (19-24 de junio de 1961).
En 1965, un golpe de Estado lleva a Mobutu a poder. Mbariko rechazará todos los cargos que en nombre de la democracia se le ofrecerán. Se exilió en Kwilu, lugar en el que murió víctima de una enfermedad. Los Bambala de Kwilu lo recuerdan a través de una canción llamada Mbariko.
- Datos: Q2408139